# The Valley Library
The Valley Library é a principal biblioteca da Universidade do Estado do Oregon e está localizada no campus principal da universidade em Corvallis, no estado americano de Óregon. Fundada em 1887, a biblioteca foi instalada em prédio próprio pela primeira vez em 1918, onde hoje é o Kidder Hall. O edifício atual foi inaugurado em 1963 como William Jasper Kerr Library e foi ampliado e renomeado em 1999 como The Valley Library. A nova biblioteca foi remodelada em várias ocasiões, com pequenos e grandes projetos. A maior intervenção foi a construção de uma nova ala adicionada em 1941. A biblioteca recebeu o nome do filantropo F. Wayne Valley, que jogou futebol americano pelo Oregon State.
Uma das três bibliotecas da universidade Oregon State, a The Valley Library armazena mais de 1,4 milhão de volumes, 14 mil seriados e mais de 500 mil mapas e documentos governamentais. É designada como uma Biblioteca Depositária Federal, programa governamental criado para tornar as publicações do governo federal dos EUA disponíveis ao público sem nenhum custo, e também é um repositório de documentos governamentais.
O edifício da biblioteca de seis andares é de estilo contemporâneo e neoclássico com um exterior de tijolos vermelhos destacado por seções brancas ao longo do topo e em parte do lado leste. O lado leste inclui uma rotunda de face branca que apresenta um átrio de dois andares no piso principal.
The Valley Librery inclui uma variedade de coleções especiais, como os documentos de Ava Helen e Linus Pauling Papers, que contêm 4 111 livros e 2 230 caixas de material dos dois ex-alunos do estado de Óregon. Separada da biblioteca, a universidade também abriga o Instituto Linus Pauling.

## História

### Origens
A Universidade Estadual de Oregon foi fundada em 1868 com o nome de Corvallis State Agricultural College. A Assembleia Legislativa do estado destinou mil dólares à instituição para comprar livros que iriam compor sua biblioteca em 1876, marcando a primeira instância de uma legislatura dando fundos à escola para uma biblioteca. Em 1887, a biblioteca foi oficialmente estabelecida na escola, e três anos depois (1890), May Warren foi contratada como a primeira bibliotecária em tempo integral. Em 1893, sua coleção havia crescido para 1 950 volumes. Depois de adicionar 2 600 volumes de 1899 a 1900, a coleção ficou em 5 000 volumes.
Naquela época, a instituição era uma biblioteca geral gratuita, com coleções circulantes e de referência, com AJ Stimpson servindo como bibliotecário. A biblioteca também tinha 6 000 panfletos na época e a circulação anual era de 8 mil. Em julho de 1908, Ida Kidder foi nomeada a primeira bibliotecária profissionalmente treinada da Oregon Agricultural College - OAC; sua chegada marcou um período de crescimento sem paralelo. Em 1909, a coleção havia crescido para 10 mil volumes e 10 mil panfletos; RJ Nichols se tornou bibliotecário. A coleção da biblioteca continuou a crescer e totalizou 36 478 volumes em 1918. Em 1922, a coleção havia crescido para 73 mil volumes, e Lucy M. Lewis serviu como bibliotecária da escola.
Em 1940, as coleções da biblioteca aumentaram para um total de cerca de 130 mil volumes e 1 400 seriados. Incluídos nas coleções estavam uma variedade de itens raros, como uma página da impressão de 1642 do Polychronicon, um livro de poemas de 1628 escritos em latim e uma bíblia de 1769 impressa por John Baskerville, entre outros.

### Construção de nova biblioteca
Em fevereiro de 1917, a legislatura estadual deu à escola nova doação, dessa vez de 65 mil dólares, para a construção de um edifício que abrigasse o novo volume de livros e documentos. A Oregon Agricultural College - OAC (nome que a universidade teve de 1890 a 1927) abriu a nova biblioteca em 1918, marcando a primeira vez que ela teve prédio próprio. Antes de 1918, todo o acervo ficava no segundo andar do prédio administrativo vizinho, agora conhecido como Benton Hall. Quando o novo imóvel foi concluído, a escola construiu uma treliça temporária entre as duas estruturas para transferir mais facilmente os livros para o novo local. Inicialmente, o novo edifício também abrigava escritórios e salas de aula, mas em uma década a biblioteca se expandiu para ocupar toda a estrutura. John V. Bennes projetou o novo prédio, assim como muitos dos prédios do campus construídos durante esse período.
A nova biblioteca foi remodelada em várias ocasiões, com pequenos e grandes projetos. A maior intervenção foi a construção de uma nova ala adicionada em 1941. O edifício de 1918 estava localizado na esquina sudeste da Campus Way e Waldo Place e após a adição de 1941 (a essa altura a universidade tinha como nome oficial Oregon State College), ficou com cerca de 7 mil m² de espaço distribuídos por três pisos e uma cave completa. Projetado no estilo neoclássico, o exterior era feito de tijolos e continha placas decorativas feitas em concreto, com o telhado colonial (telhado de duas águas) coberto por telhas. O projeto original tinha salas de leitura de dois andares, que foram expandidas para salas de um andar na década de 1950. A construção da nova ala da biblioteca começou em 1940 e foi projetada por Bennes, o mesmo arquiteto que projetou a estrutura original aberta em 1918. Ele também projetou uma asa correspondente à nova ala, sendo que para o outro lado, mas essa asa nunca foi adicionada. Naquela época, o prédio funcionava das 7h50 às 22h durante a semana e das 14h às 17h aos domingos.

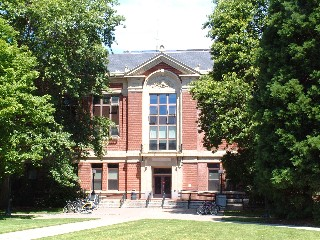
Kidder Hall, a antiga casa da biblioteca

### Presentes e eventos notáveis
Um mural pintado por J. Leo Fairbanks foi adicionado à sala de leitura principal em 1929 como um presente da turma da escola de 1925. O mural foi intitulado Recorded Information (nformação Gravada) e foi o segundo mural naquela sala de Fairbanks, que era o chefe de longa data do departamento de arte da escola.
A partir de 1932, Mary JL McDonald fez uma das maiores doações de livros para a biblioteca quando doou volumes no valor de pouco mais de US$ 10.000. No que seria a doação de mais alto valor por mais mais de 10 anos, ela ofertou um total de mais de mil itens que incluíam obras completas do presidente norte-americano Abraham Lincoln avaliadas em US$ 4.800. Em 1936, a agência norte-americana Works Progress Administration deu um arco decorativo para a biblioteca a ser instalado sobre a entrada sul do edifício. A biblioteca recebeu ainda um legado de cerca de 5 500 volumes avaliados em cerca de US$ 15.000 em dezembro de 1947 do espólio de William H. Galvani, engenheiro eletricista russo que havia recebido o título de doutor honoris pela instituição. Essa doação ultrapassou a de McDonald para se tornar a maior recebida pela biblioteca até então.
A biblioteca estava entre vários prédios vandalizados por estudantes da Universidade de Oregon em outubro de 1945 durante o período que antecedeu o jogo de futebol da Guerra Civil entre as duas escolas.

### Biblioteca Kerr
A coleção da biblioteca da faculdade cresceu e alcançou 193 479 volumes em 1943. Anteriormente conhecida simplesmente como The Library, o prédio e a biblioteca foram renomeados em 1954 como a Biblioteca William Jasper Kerr. Kerr foi o presidente mais antigo da Oregon State College, ocupando o cargo de 1907 até 1932, quando se tornou o primeiro chanceler do que hoje é o Oregon University System.
Em maio de 1960, o então Oregon State College recebeu US$ 19.000 do governo federal para planejar um novo prédio de US$ 2,17 milhões. A instituição, que a partir de 1961 se chamaria Oregon State University (seu atual nome), encomendou o projeto do novo edifício para os arquitetos Hamlin & Martin. O custo subiu para US$ 2,4 milhões quando a universidade aceitou propostas para a realização do projeto em abril de 1962. O terreno foi aberto para início da construção em 1º de maio de 1962, com a Shields Construction Company como empreiteira geral do projeto. O novo prédio dobraria o tamanho da biblioteca do estado de Óregon.
Concluído em 1963, o prédio para a nova biblioteca foi construído na Jefferson Street (sua localização atual) e o nome foi transferido do antigo prédio para o novo. Naquela época, o edifício tinha quatro andares, mas a universidade já planejava uma futura expansão. Por conta disso, durante a construção original, lajes para dois andares adicionais foram colocadas no telhado. A Oregon State começou a construção no outono de 1970 para adicionar esses novos andares, concluindo no outono de 1971. O antigo prédio da biblioteca foi remodelado e tornou-se o Kidder Hall em 1964, nomeado em homenagem à ex-bibliotecária Ida Mae Kidder. Anteriormente, o prédio que é hoje chamado Fairbanks Hall que tinha o nome Kidder Hall, começando em 1927. Em 1968, a coleção da biblioteca havia aumentado para 538 000 volumes.
Rodney K. Waldron atuou como chefe da biblioteca de 1954 a 1984. No mesmo ano da saída de Waldron, Melvin R. George assumiu o cargo de diretor da biblioteca, que na época tinha um orçamento anual de US$ 4,5 milhões e 72 funcionários. Em 1986, uma sala foi adicionada à biblioteca para acomodar uma doação do ex-aluno Linus Pauling, que consistia em seus trabalhos e dois prêmios Nobel.

### The Valley Library

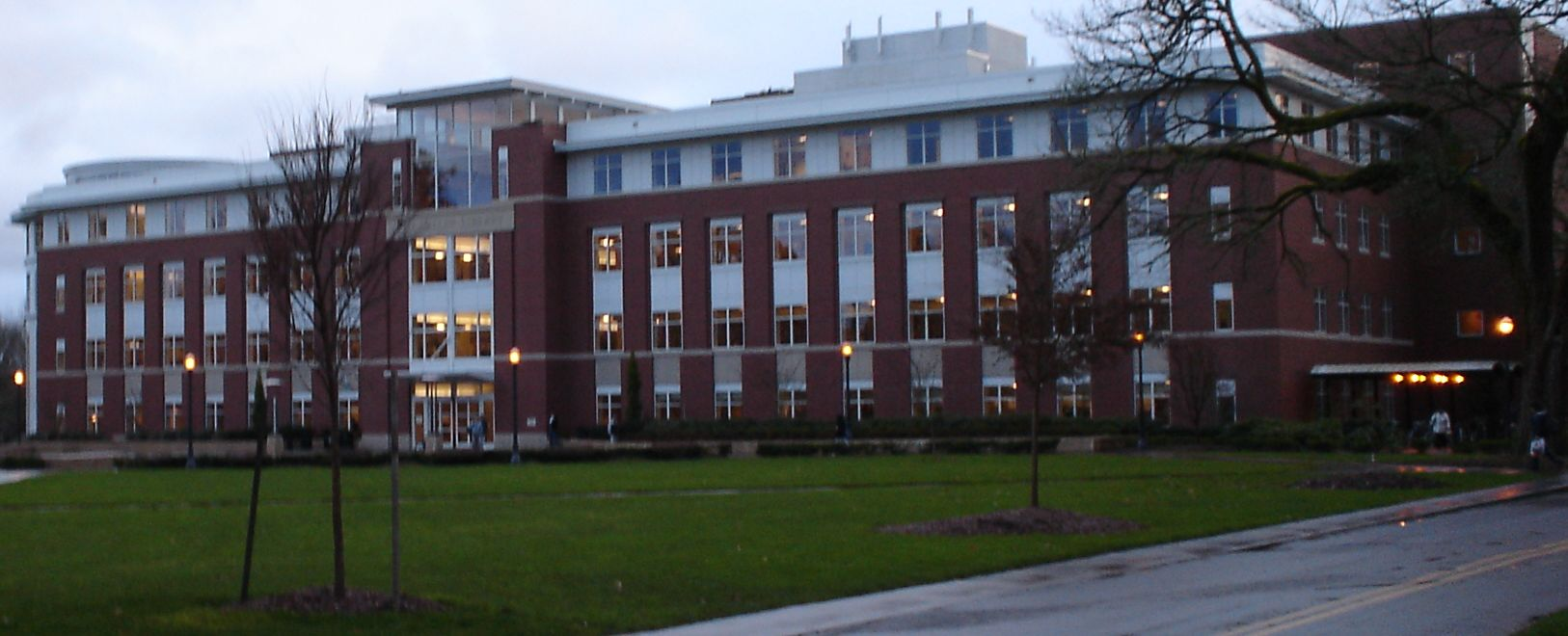
Lados norte e oeste da biblioteca após a expansão concluída em 1999

As coleções da biblioteca continuaram a crescer, atingindo 1 275 473 volumes em 1993. Em 1999, o edifício foi renomeado como The Valley Library após uma extensa expansão e renovação. As reformas levaram três anos e custaram US$ 47 milhões para serem concluídas. Naquele ano, a biblioteca foi selecionada pelo The Library Journal como a Biblioteca do Ano, a primeira vez que uma biblioteca acadêmica ganhou a distinção.
Os bibliotecários da Valley Library começaram a usar mensagens de texto em março de 2010 para se comunicar com alguns usuários da biblioteca, e mais cedo começaram a emprestar os leitores Kindle da Amazon, pré-carregados com uma biblioteca de e-books. Em abril, a escola começou a permitir que os alunos usassem a biblioteca 24 horas por dia, de domingo a quinta-feira, para testar se havia demanda suficiente para permitir o acesso permanente 24 horas por dia. O programa foi patrocinado pelos Estudantes Associados da Oregon State University e pago por fundos de tecnologia da universidade, e deveu-se em parte ao fechamento de alguns laboratórios de informática que eram áreas de estudo 24 horas.

## Instalações

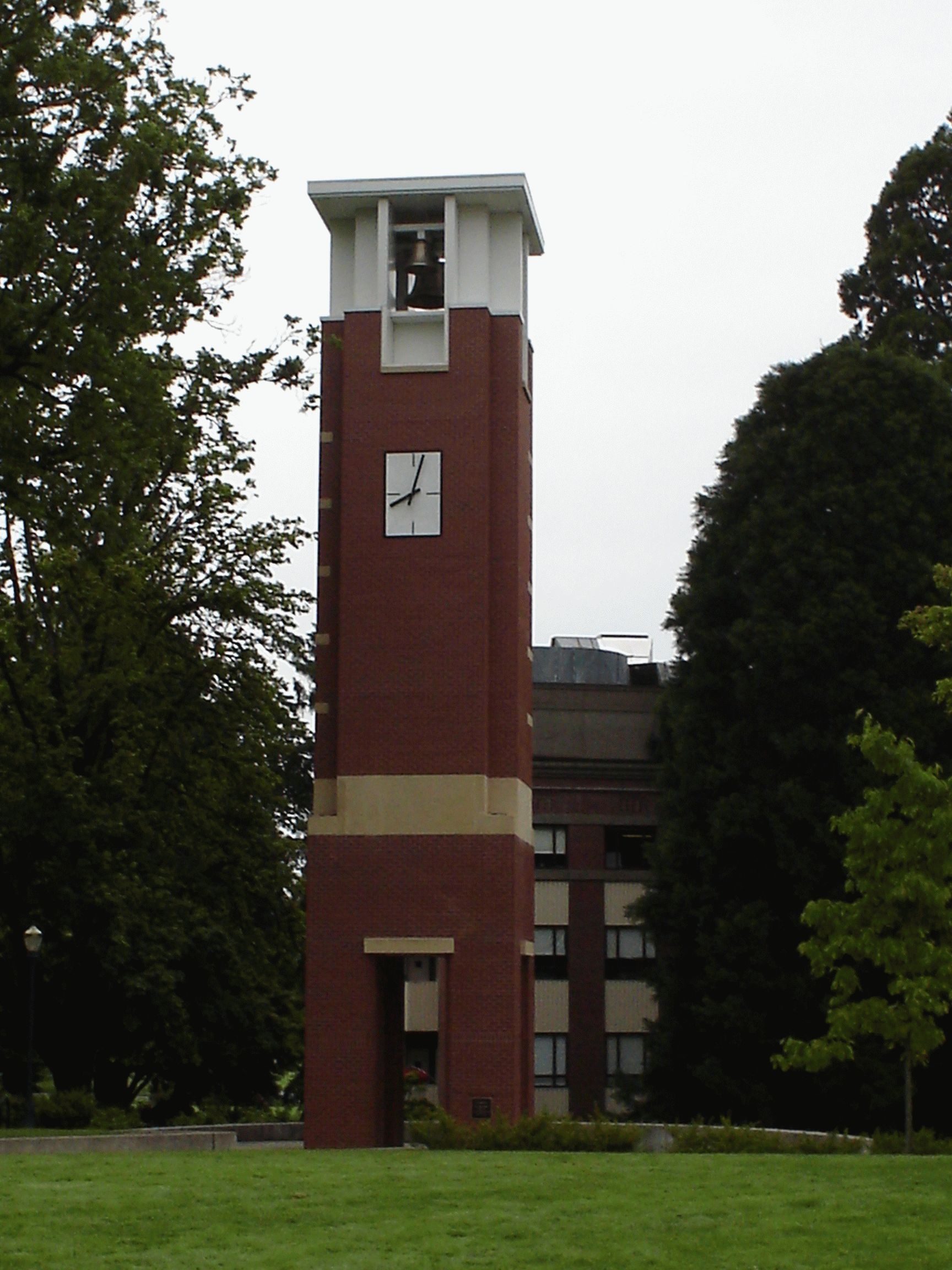
Torre do sino com vista para o Library Quad

A Biblioteca do Vale é um edifício retangular de seis andares com uma rotunda no lado leste. Projetada em estilo contemporâneo, neoclássico, a estrutura tem um folheado de tijolo vermelho, com tela solar de alumínio na cor branca na rotunda e no quinto andar do lado norte adicionado para decoração. A estrutura interna de suporte é composta por vigas de aço e lajes de concreto.
Abaixo do nível do solo no lado norte, o primeiro andar inclui um café e salas de estudo. O andar principal, que é o segundo andar, inclui um átrio de dois andares, o balcão de circulação e balcão de informações, um estúdio multimídia para estudantes, estações de computador e uma estação de impressão 3D. O estúdio de redação de graduação fica no segundo andar da Valley Library, depois de se mudar de sua localização anterior no Waldo Hall no outono de 2017. O terceiro andar contém coleções de atlas, documentos governamentais, microformas e leitores, e hospeda os serviços de tutoria de química do Mole Hole. A extremidade sul do quarto andar abriga os escritórios da biblioteca, incluindo a administração da biblioteca, serviços centrais da web e a Divisão de Campus Estendido. Uma coleção de mídia e o Centro de Pesquisa de Coleções Especiais e Arquivos estão localizados no quinto andar. O sexto andar é uma área de estudo silenciosa para estudantes de pós-graduação e cobre apenas os dois terços do sul da estrutura.
Diretamente ao norte do edifício se encontra o Quadrilátero da Biblioteca, originalmente conhecido como Quadrilátero Leste. A área de 2.6 acres (1.1 ha) foi definida em 1910 e registrada como parte do Distrito Histórico da Oregon State University no Registro Nacional de Lugares Históricos em junho de 2008. Uma torre de sino, ou campanário, foi adicionada na borda leste do quadrilátero em 2001. Dedicado ao ex-aluno H. Dean Papé, engenheiro mecânico graduado em 1943, a torre de 21 metros de altura tem cinco sinos e um relógio.

## Operações
Uma das três bibliotecas da Oregon State University, a The Valley Library serve como biblioteca principal e está localizada no campus principal em Corvallis. As outras duas bibliotecas são a Biblioteca Marilyn Potts Guin no Hatfield Marine Science Center em Newport e a biblioteca no Campus Cascades em Bend. Faye Chadwell é bibliotecária da universidade e diretora de imprensa da OSU.

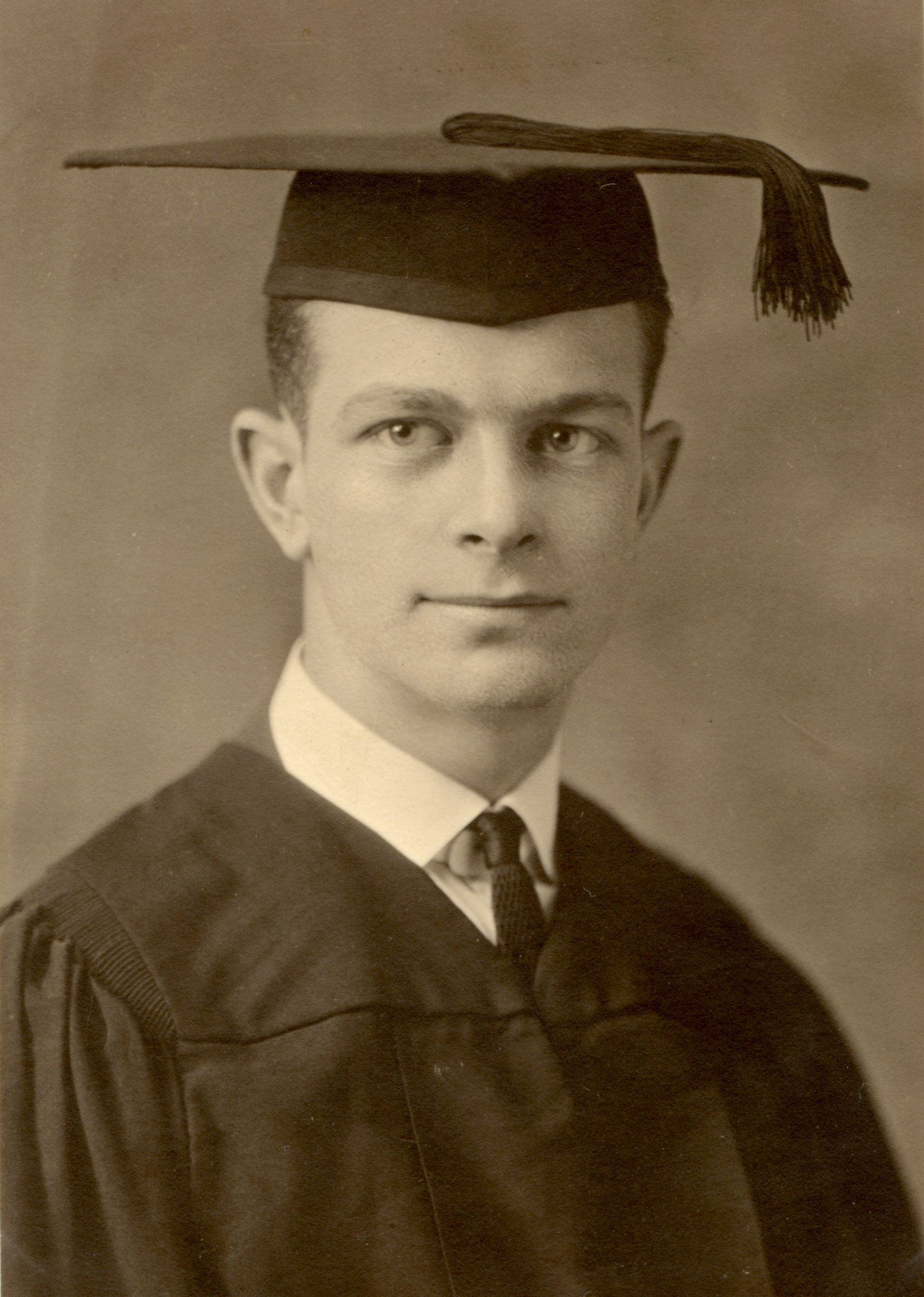
Linus Pauling na formatura em 1922

Em 2008, as bibliotecas, juntas, empregavam cerca de 120 pessoas (FTE), das quais 23 eram bibliotecários. Os três tiveram um total de quase 1,6 milhão de volumes nas coleções, 16 992 folhetins, 2,1 milhões de documentos em microforma e 3 849 e-books. A Biblioteca Valley sozinha continha 1,4 milhão de volumes e 14 000 seriados desses totais. A Valley também possui mais de 500 000 documentos e mapas do governo, pois atua como uma Biblioteca Depositária Federal desde 1907 e também é uma biblioteca de depósito para o governo estadual. As três bibliotecas combinadas tiveram um orçamento de US$ 10,8 milhões e uma circulação de 347 mil, enquanto atendem a 24 mil empréstimos entre bibliotecas e uma média de cerca de 34 000 pessoas por semana nas bibliotecas.

### Coleções
The Valley Librery inclui uma variedade de coleções especiais, além de sua coleção principal. Mais notavelmente são os documentos de Ava Helen e Linus Pauling Papers, que contêm 4 111 livros e 2 230 caixas de material dos dois ex-alunos do estado de Óregon. Separada da biblioteca, a universidade também abriga o Instituto Linus Pauling.
Outras coleções no Centro de Pesquisa de Coleções Especiais e Arquivos incluem as Coleções de Energia Atômica e História Nuclear que contém 294 ft (90 m) de itens, a Coleção McDonald com 2 680 itens que datam de 2 000 a.C., duas coleções referentes à história da ciência, e 30 pés lineares nos Catálogos de Viveiro e Comércio de Sementes, entre outros. Também estão contidos nas Coleções e Arquivos Especiais cerca de 200 mil fotografias, memorabilia, publicações do campus e uma variedade de outros espécimes relacionados à história da Oregon State University e ao trabalho de seu corpo docente. O Oregon Hops and Brewing Archives também está alojado nas Special Collections and Archives, que coleta materiais relacionados ao lúpulo e à fabricação de cerveja no Noroeste.
O Centro de Pesquisa de Coleções e Arquivos Especiais também inclui os papéis de Bernard Malamud, William Appleman Williams, Milton Harris, Paul Emmett, David P. Shoemaker, Ewan Cameron, Fritz Marti, Eugene Starr e Roger Hayward. A biblioteca é decorada com 120 peças da Northwest Art Collection e funciona como uma galeria de arte. A lei de Percent for Art do Oregon reservou um por cento dos custos de construção para obras de arte, que foram então selecionadas pela biblioteca junto com a Oregon Arts Commission.